# Ogdoconta musculus
Ogdoconta musculus là một loài bướm đêm trong họ Noctuidae.